# Chlístov (Hořičky)
Chlístov (niem. Chlistau) – dzielnica czeskiej gminy Hořičky w powiecie Náchod.

## Geografia i przyroda

### Położenie
Wieś jest położona na obszarze [[Podgórze Karkonoskie|Podgórza Karkonoskiego] i leży na drodze z Hořiček do Brzic (obszar katastralny Chlístov u Hořiček). Na północy sąsiaduje z obszarem katastralnym Křižanov u Mezilečí, na wschodzie i na południu dotyka się gminy Hořičky, na południu jest jeszcze kataster Chvalkovic, który przechodzi w obszar katastralny Brzic, który stanowi całą granicę zachodnią.
Miejscowe nazwy na terenie gminy
| Grupy nazw | Nazwy                       |
| Lasy       | Vejroviny                   |
| Pola, łąki | Husí Krky - Chrby - Končiny |
| Wzgórza    | Březina                     |

### Powierzchnia
Chlístov tworzy jeden obszar katastralny, który ma 184,5774 ha.

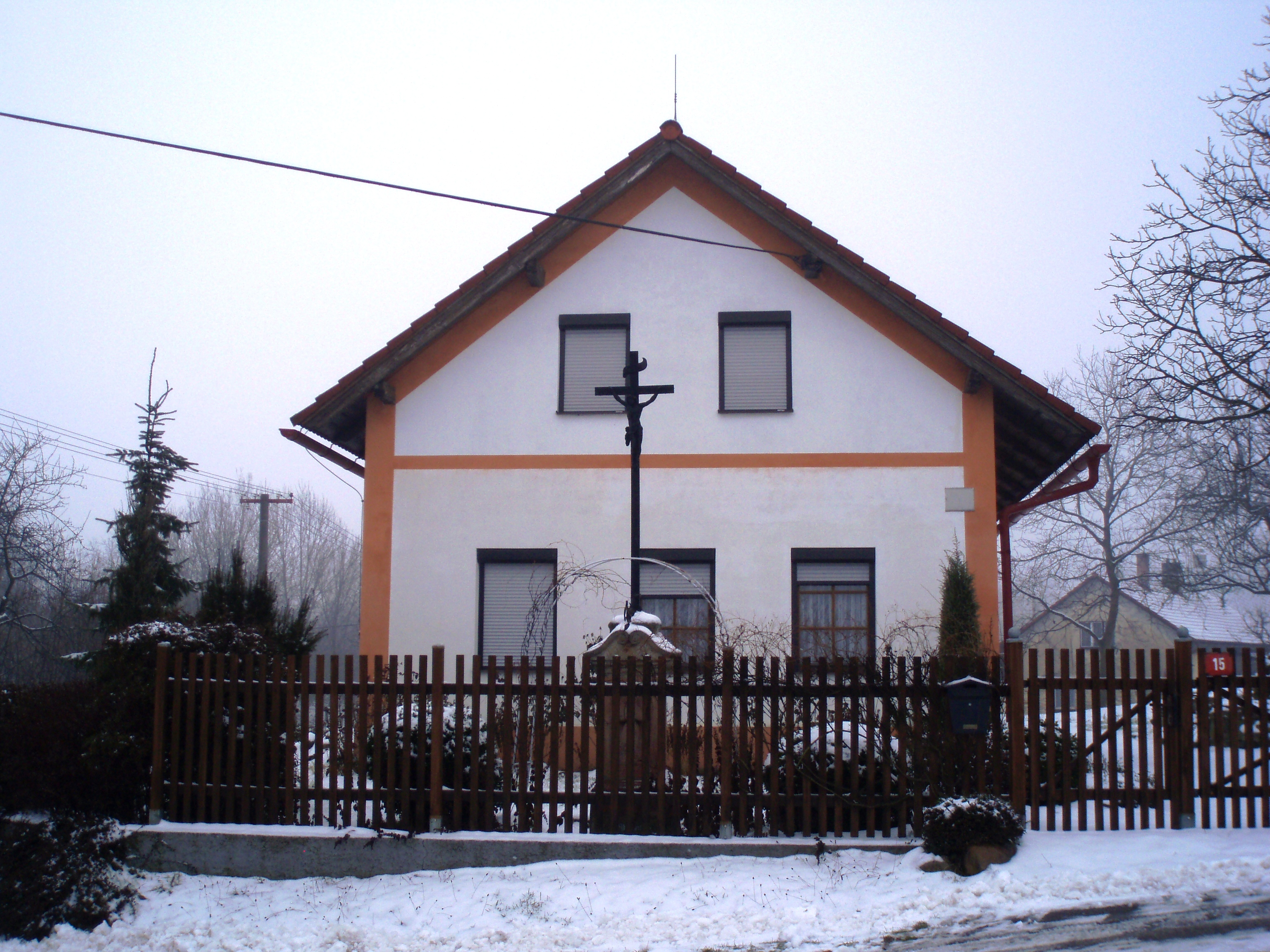
Dom nr 15

### Hydrologia
Pod względem hydrograficznym Chlístov położony jest w całości na terenie dorzecza Úpy. Najważniejszym ciekiem jest tylko Válovický potok. W środku wsi oraz w osadzie Husí Krky znajdują się są małe stawy.

### Geomorfologia i geologia
Teren wsi znajduje się w południowej części [Podkrkonošská pahorkatina|Wyżyny Podkarkonoskiej]]. Geomorfologicznie leży na południowym wschodzie Podgórza Karkonoskiego, lub raczej jego części zwanej Kocléřovský hřbet, oraz z północnego zachodu na zachód znajduje się Hořičský hřbet.
Powierzchnia wsi jest bardzo pofałdowana i waha się w wysokości od 405 do 458 m n.p.m. W kierunku od Hořiček stopniowo spada, a mianowicie aż do doliny Potoku Válovickiego. Najwyższym punktem miejscowości jest Březina (457,4 m n.p.m.).
Chlístov należy geologicznie do Česká křídová pánev, co oznacza, że jest częścią Masywu Czeskiego. Większość wsi w sensie chronostratygraficznym należy do późnej kredy, a dokładniej do dolnego oraz środkowego turonu. Dlatego tutaj można znaleźć głównie piaszczyste margle oraz spongiolity. Północny wschód miejscowości w pobliżu Mezilečí zawiera głównie osady miocenu i pliocenu (piaszczyste żwiry i piaski, sporadycznie bloki piaskowca kwarcowego i wkładki gliny). Do różnorodności geologicznej obszaru dopomaga dolina Potoku Válovickiego, która składa się z aluwialnych osadów holocenu. W kierunku Končin oraz Nowego Dvoru istnieją trzy główne źródła nieutwardzonych osadów rzecznych. Te relikty słodkowodnego trzeciorzędu są z neogenu, młodszego okresu ery kenozoicznej, i większość z nich należy do epoki pliocenu. Różnorodność geologiczna zwiększa się jeszcze bardziej wokół wyżej wymienionego Potoku Válovickiego, i to w kierunku zachodnim od osady Končiny, gdzie znajdują się w dużych ilościach piaskowce cenomanu.

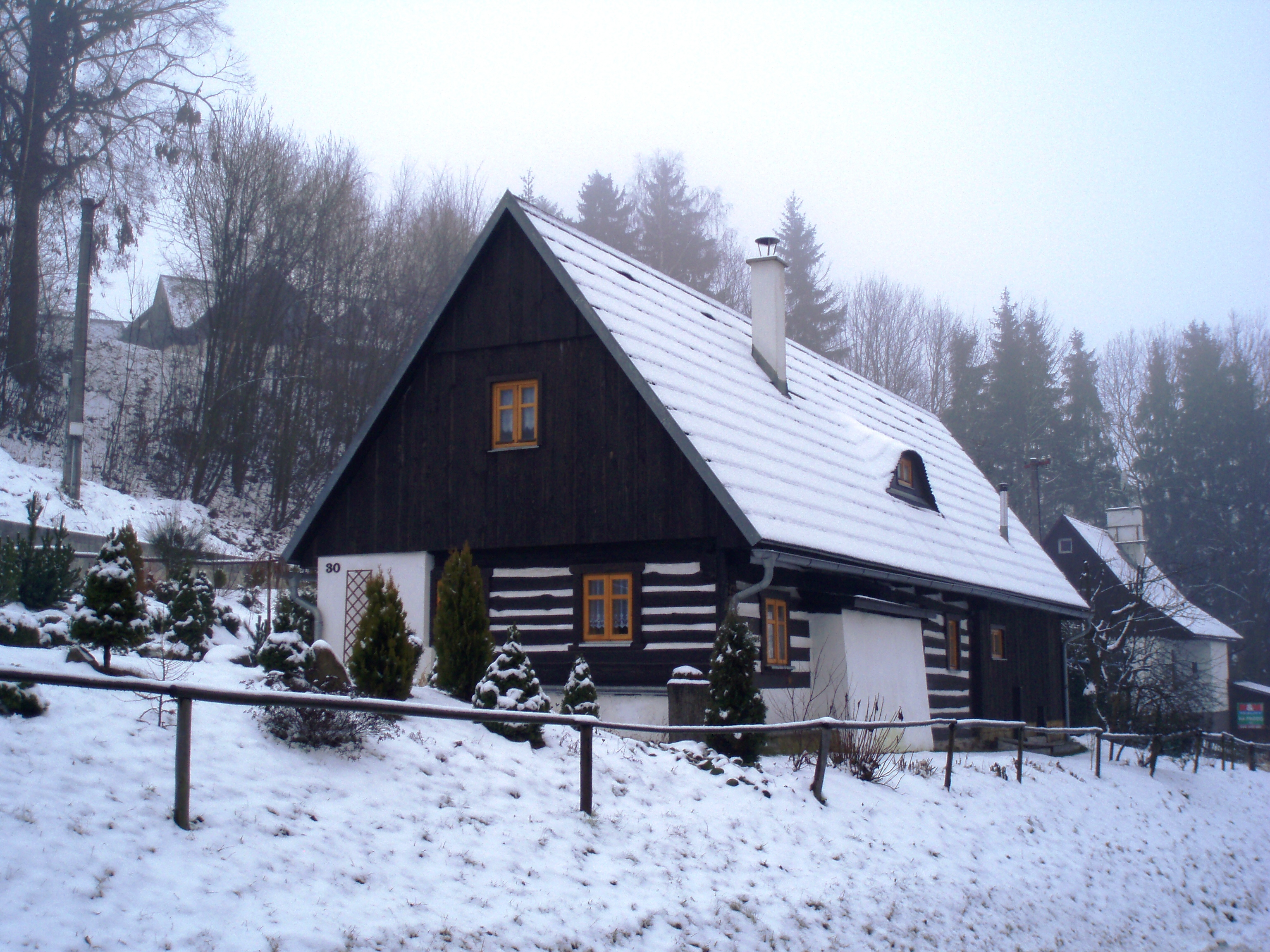
Dom nr 30

### Fauna i flora
Lokalna fauna i flora składa się z typowych gatunków Europy Środkowej.

### Ochrona przyrody
Tutaj nie znajdują się obszary chronione.

## Demografia

### Liczba ludności
| Rok             | 1869 | 1880 | 1890 | 1900 | 1910 | 1921 | 1930 | 1950 | 1961 | 1970 | 1980 | 1991 | 2001 |
| --------------- | ---- | ---- | ---- | ---- | ---- | ---- | ---- | ---- | ---- | ---- | ---- | ---- | ---- |
| Liczba ludności | 283  | 294  | 251  | 210  | 186  | 176  | 165  | 94   | 82   | 67   | 32   | 35   | 49   |

Źródło: Czeski Urząd Statystyczny

### Liczba domów

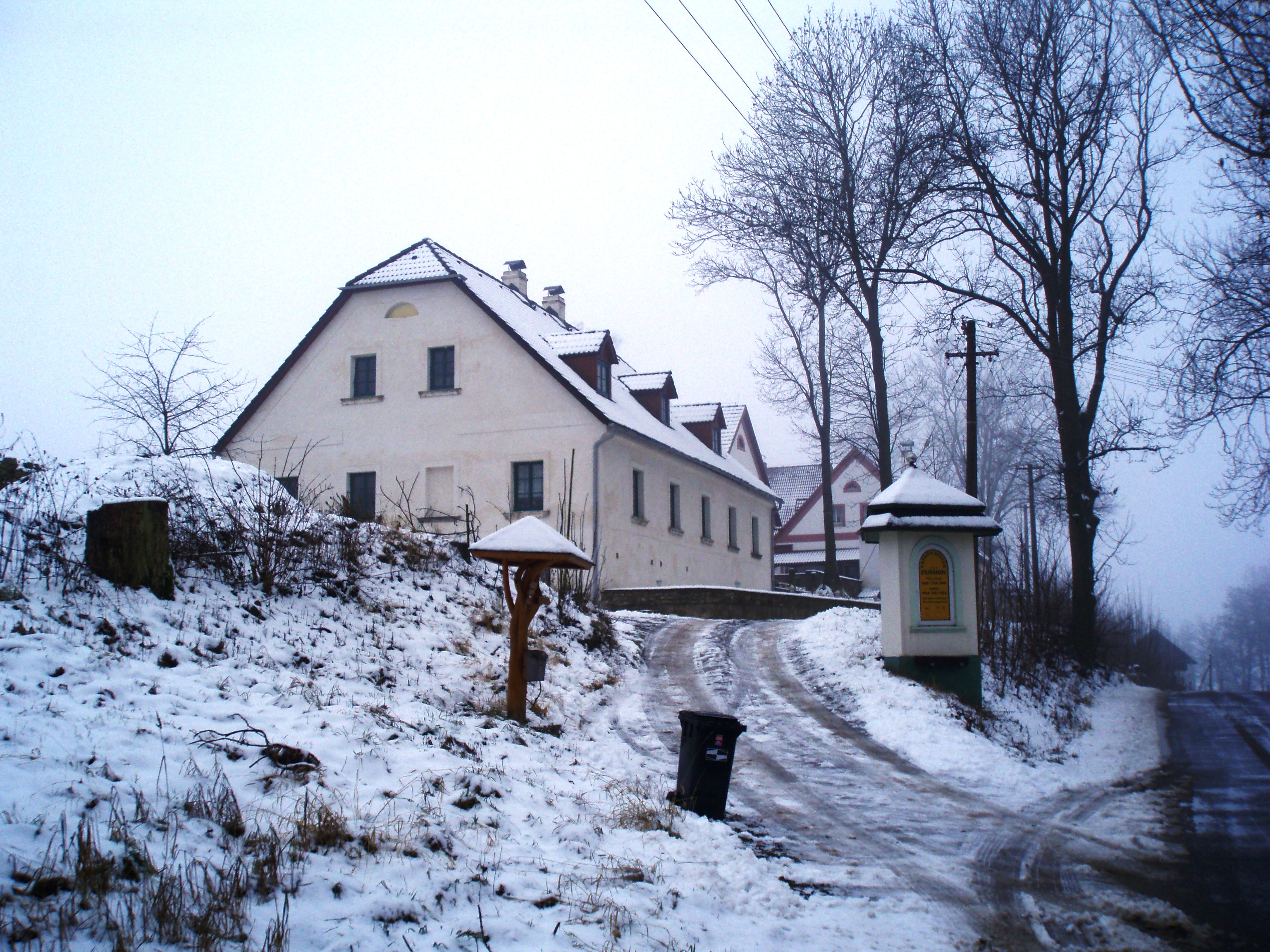
Pensjonat Čapkův statek

| Rok          | 1869 | 1880 | 1890 | 1900 | 1910 | 1921 | 1930 | 1950 | 1961 | 1970 | 1980 | 1991 | 2001 |
| ------------ | ---- | ---- | ---- | ---- | ---- | ---- | ---- | ---- | ---- | ---- | ---- | ---- | ---- |
| Liczba domów | 47   | 47   | 47   | 48   | 47   | 53   | 51   | 62   | -    | 26   | 12   | 33   | 44   |

Źródło: Czeski Urząd Statystyczny

## Historia
Pierwsza wzmianka o wsi jest z 1534 r., kiedy jego właścicielami są Zdeněk Lev z Rožmitála oraz Jan Krušina z Lichtemburka.
W XVI w. należała do dóbr Litoboř, należących później do majątku zamku Rýzmburk. Ten następnie został częścią państwa Náchod.
W 1848 r. zostały bliskie Hořičky gminą katastralną, do której został przydzielony również Chlístov. W 1921 r. wieś została niezależną gminą katastralną i w latach 1930-1950 niezależną gminą polityczną. Z 1950 r. jest na stałe częścią gminy Hořičky.

## Zabytki
- Mała architektura sakralna (piaskowcowe oraz żeliwne krzyże)
- Przy drodze do miejscowości Brzice krzyż pokutny z kuszą
- Pozostałości tradycyjnej architektury ludowej